# Murici
Murici est une municipalité de l'État de l'Alagoas au Brésil.
Sa population était estimée à 26 918 habitants en 2009 et elle s'étend sur 423,98 km2.
Elle appartient à la Microrégion de la forêt de l'Alagoas dans la Mésorégion Est de l'Alagoas.